# Потапова, Елена Михайловна
Елена Михайловна Потапова (укр. Олена Михайлівна Потапова; род. 1930) — советская, украинская балерина, педагог. Народная артистка СССР (1970), Национальная легенда Украины (2021).

## Биография
Родилась 16 февраля 1930 года в Самаре.
Училась в балетной студии Куйбышевского дворца пионеров, которой руководила Н. В. Данилова.
После войны семья переехала в Киев, где в 1946—1948 годах училась в хореографической студии при Киевском театре оперы и балета им. Т. Шевченко у Н. В. Верекундовой.
С 1948 по 1979 год — солистка Киевского театра оперы и балета им. Т. Шевченко, с 1977 — балетмейстер-репетитор театра. Исполнила 50 ведущих партий.
Гастролировала за рубежом: ГДР, Исландия, Дания, Чехословакия, США, Канада, Франция и др.
В 1980 году окончила балетмейстерское отделение Государственного института театрального искусства им. А. Луначарского в Москве (ныне Российский институт театрального искусства — ГИТИС) по специальности «педагог-балетмейстер».
Была членом жюри многих международных конкурсов артистов балета, в том числе 2-го, 3-го и 4-го Московского международного конкурса артистов балета и хореографов, Международного юношеского конкурса классического танца «Хрустальная туфелька» (Харьков), ряда Всесоюзных конкурсов молодых артистов и балетмейстеров, возглавляла конкурсную комиссию Всесоюзного смотра хореографических училищ СССР.
Работала педагогом-репетитором в Национальной опере Турции (Анкара), более 10 лет преподавала в японских балетных школах в Нагое (Международный центр классического танца имени А. Павловой и В. Нежинского «Оти-Балет») и Осаке («Ацуко-балет»). В её честь названа школа танца в Японии. В 2012 году стартовал конкурс балетного танца имени народной артистки СССР Елены Потаповой, в котором приняли участие 100 маленьких японцев.

### Семья
- Муж — Роберт Высоцкий, режиссёр.
- Дочь — Алла, артистка, работает постановщиком в театре.

## Награды и звания
- Лауреат конкурса молодых артистов балета Всемирного фестиваля молодёжи и студентов в Берлине (1951)
- Заслуженная артистка Украинской ССР (1951)[4]
- Народная артистка Украинской ССР (1959)[5]
- Народная артистка СССР (1970)
- Орден Трудового Красного Знамени (1960)
- Орден княгини Ольги III степени (2011)[6][7]
- Знак отличия президента Украины «Национальная легенда Украины» (20 августа 2021)[8]

## Партии
- Одетта-Одиллия — «Лебединое озеро» П. И. Чайковского
- Принцесса Аврора — «Спящая красавица» П. И. Чайковского
- Жизель — «Жизель» А. Адана
- Китри — «Дон Кихот» Л. Минкуса
- Джульетта — «Ромео и Джульетта» С. С. Прокофьева
- Даша — «Юность» М. И. Чулаки
- Леся — «Маруся Богуславка» А. Г. Свечникова
- Лилея — «Лилея» К. Ф. Данькевича
- Мавка — «Лесная песня» М. А. Скорульского
- Эсмеральда — «Эсмеральда» Ц. Пуни[9]
- Хозяйка Медной горы — «Каменный цветок» С. С. Прокофьева
- Мария — «Бахчисарайский фонтан» Б. В. Асафьева
- Ширин — «Легенда о любви» А. Д. Меликова
- Раймонда — «Раймонда» А. К. Глазунова
- Сюимбике — «Шурале» Ф. З. Яруллин
- Ростислава — «Ростислава» Г. Л. Жуковского
- Лючия — «Под небом Италии» В. М. Юровского
- Сванильда — «Коппелия» Л. Делиба
- Перо — «Подпоручик Киже» С. С. Прокофьева
- Маша — «Щелкунчик» П. И. Чайковского
- Медора — «Корсар» на музыку А. Адана, Л. Делиба, Р. Дриго, Ц. Пуни.